# Chivor (ort)
Chivor är en ort i Colombia.   Den ligger i departementet Boyacá, i den centrala delen av landet, 80 km öster om huvudstaden Bogotá. Chivor ligger 1 885 meter över havet och antalet invånare är 1 622.
Terrängen runt Chivor är bergig österut, men västerut är den kuperad. Runt Chivor är det ganska glesbefolkat, med 39 invånare per kvadratkilometer. Närmaste större samhälle är Guateque, 17,6 km nordväst om Chivor. I omgivningarna runt Chivor växer i huvudsak städsegrön lövskog.